# Джулиан Башир
Лейтенант Джулиан Башир (англ. Julian Bashir) — персонаж научно-фантастического телевизионного сериала «Звёздный путь: Глубокий космос 9», главный врач космической станции.

## Биография

### Детство
Джулиан Башир был единственным ребёнком в семье Ричарда и Амши Башир. Они часто называли его просто Джулс. Маленький Джулиан рос хилым и слегка неуклюжим ребёнком, которому с трудом давалась учёба. В те времена Кукалака, любимый плюшевый медведь Башира, был его единственным партнёром по играм. В 2346 Баширу было пять, когда Кукалака начал трещать по швам. Джулиан не желал расставаться с медвежонком и решился на свою первую хирургическую операцию. Мальчик перенабил Кукалаку, пришил ему оторванную лапу и с тех пор чутко следил за его состоянием, всегда готовый залатать своего старого друга.
В возрасте шести лет, пока другие первоклассники учились читать и писать, мальчик все ещё не мог отличить кошку от собаки, а дерево от дома. Башир был слишком молод для того, чтобы понимать что происходит, но он чувствовал, что расстраивает своих родителей. Он был низкорослым, худощавым и слабым.
В 2348 году, незадолго до седьмого дня рождения Джулиана, супруги Башир вместе с ребёнком покинули Землю и отправились на планету Адиджеон Прайм. Там Джулиана подвергли серии процедур, ускоряющих рост нейронных сетей в коре головного мозга и, таким образом, положительно сказывающихся на умственных способностях человека. Каждый день, на протяжении двух недель пребывания Джулиана в инопланетном госпитале, его коэффициент интеллекта возрастал на пять пунктов. Башир также претерпел другие, не менее удивительные метаморфозы, коснувшиеся его рефлексов, координации движений, выносливости, роста, веса, и даже зрения. Так что, когда спустя два месяца лечение подошло к концу и семья засобиралась домой, Башир был уже совершенно другим человеком.
Ричард и Амша понимали, что если власти узнают о их путешествии на Адиджеон Прайм, то помощь собственному сыну грозит им уголовной ответственностью — Федерация наложила запрет на использование генной инженерии после Евгенических Войн. Поэтому, по их возвращении на Землю, супруги Башир поспешили переехать в другой город и, подделав необходимые документы, отдали Джулиана в новую школу. Ричард и Амша не могли нарадоваться успехам сына — мальчик, который не так давно отставал от своих сверстников в развитии, в одночасье стал отличником.
В детстве Башир панически боялся врачей; он был убеждён, что они всеведущи и если он будет плохо себя вести, то всезнающие доктора накажут его целым букетом болезней. Однако, в 2351 году трагический случай заставил Башира изменить своё отношение к медицине. В то время десятилетний Джулиан вместе с родителями проживал на планете Инверния II. Однажды Джулиан и его отец оказались заложниками ионного шторма вместе с больной девочкой. Им удалось найти укрытие, но их спутница умерла от недуга, излечить который не составило бы труда, если бы они только знали о целительных свойствах местных растений. Это событие в жизни Башира оказало наибольшее влияние на выбор его будущей профессии.
В 2356 году пятнадцатилетний Джулиан узнает о проделанных над ним генетических модификациях. Башир затаил обиду на родителей, решив, что его родители пошли на преступление, потому что не хотели нянчиться с «ущербным» ребёнком. Именно тогда он перестал называть себя Джулсом.
Джулиан всерьёз очень хорошо играл в теннис и задумывался о карьере в профессиональном теннисе, но вскоре отказался от этой затеи, прекрасно зная, что родители не одобрят такое занятие, и подался в доктора.

### Академия Звёздного флота
За годы учёбы в медицинском училище Академии Звёздного Флота Джулиан Башир успел побывать капитаном рокетбольной команды училища и привести её к победе на чемпионате сектора в свой выпускной год. Ему удалось перенять вулканскую форму тренировок и пятитысячелетнее упражнение, которое якобы заставляла сердце помогать рукам.
Башир также сумел превзойти всех своих однокурсников в педиатрии и даже придумал рецепт энергетического батончика, пищевая ценность которого была заметно выше пищевой ценности боевых пайков, используемых Звёздным Флотом.
Башир получил диплом в 2368 году, допустив всего лишь одну ошибку на выпускном экзамене, и сделал это нарочно, чтобы отвлечь от себя любые подозрения в генетическом усовершенствовании, тем самым став вторым студентом на курсе по рейтингам. Первой студенткой его курса была Элизабет Лэнс.
По окончании Академии Башир долгое время раздумывал над предложением мистера Делона, директора престижного медицинского комплекса в Париже и отца тогдашней девушки Башира. Делон пророчил Баширу должность главного хирурга через пять лет. Башир почти согласился, но в последнюю минуту отказался от работы, а вскоре и расстался с Палиc Делон.

### Глубокий Космос 2369—2374 годы
Звёздный Флот предоставил Баширу возможность самому решить, где бы он хотел служить, и Джулиан остановил свой выбор на «Глубоком Космосе 9», тогда ещё никому неизвестной космической станции, расположенной на самой окраине Федерации. Своё решение Башир объяснил тем, что он хотел получить опыт полевой медицины. Долго двадцатисемилетнему лейтенанту ждать не пришлось — кардассианские корабли атаковали «Глубокий Космос 9» меньше чем через неделю после того, как Федерация взяла станцию под свой контроль. Несколько человек на Променаде пострадали во время атаки, и Баширу пришлось первый раз применить полученные им в Академии знания в действии.
В 2370 Башир стал первым офицером Звёздного Флота, очутившимся в зеркальной вселенной за последнюю сотню лет.
В 2373 году, во время войны Объединённой федерации планет с Доминионом, Джулиан провёл больше месяца в Доминионском лагере для интернированных, в то время как заменивший его двойник выполнял диверсионную миссию на «Глубоком Космосе 9». Башир и его собратья по несчастью совершили побег из лагеря и благополучно вернулись домой.

## Интересные факты
- Башир появляется в сериале «Звёздный путь: Следующее поколение» в серии «По праву рождения 1» (англ. Birthright, Part I) шестого сезона.